# عهد كامل
عهد حسن كامل ممثلة وصانعة أفلام من جدة، المملكة العربيّة السعوديّة. اشتهرت بدورها في فيلم وجدة (2014) الذي رشّح لجائزة "بافتا" BAFTA، وتمثيلها لدور فاطمة في مسلسل “كولاترال" Collateral من إنتاج بي بي سي 2 عام 2018.

## التعليم والأعمال المبكّرة
نشأت عهد في المملكة العربية السعودية وانتقلت إلى مدينة نيويورك في عام 1998. حصلت على شهادة BFA في الرسوم المتحركة والاتصالات من مدرسة بارسونز للتصميم في عام 2004، ودرجة في الإخراج من أكاديمية نيويورك للأفلام في عام 2005 ، ثمّ توجّهت لدراسة التمثيل تحت الرعاية الشخصية لوليام إسبير في استوديو ويليام إسبير.
قامت عهد بالتأليف والإخراج والتمثيل في فيلمين قصيرين حازا على العديد من الجوائز هما «القندرجي» عام 2009 و«حُرمة» عام 2012.

## أعمالها
| العام | الفيلم     | الدور        | مخرجة | ممثلة |
| ----- | ---------- | ------------ | ----- | ----- |
| 2007  | رزان       | رزان         |       | نعم   |
| 2009  | القندرجي   | نضال         | نعم   | نعم   |
| 2012  | حرمة       | أريج         | نعم   | نعم   |
| 2012  | وجدة       | الآنسة حصّة   |       | نعم   |
| 2014  | من أ إلى ب | رنا          |       | نعم   |
| 2015  | زنزانة     | وفاء         |       | نعم   |
| 2018  | Collateral | فاطمة عاصف   |       | نعم   |
| 2018  | Being      | العميل كوستا |       | نعم   |

## روابط خارجية
- عهد كامل على موقع IMDb (الإنجليزية)
- عهد كامل على موقع قاعدة بيانات الأفلام العربية
- عهد كامل على موقع قاعدة بيانات الفيلم (الإنجليزية)